# أباكان

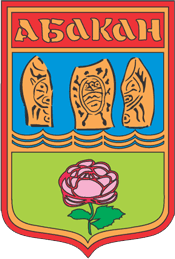

أباكان (بالروسية: Абакан) هي مدينة في مقاطعة خقاسيا في روسيا في الكيان الفدرالي الروسي. اعتبارًا من تعداد 2010 ، كان عدد سكانها 165،214 نسمة، بزيادة طفيفة عن 165،197 المسجلة خلال تعداد عام 2002 ‏
وزيادة أخرى عن 154،092 نسمة المسجلة خلال تعداد 1989 ‏

## الموقع
تقع مدينة أباكان في الجزء الأوسط من منخفض مينوسينسكي على نهر بنفس الاسم عند منطقة التقائه بنهر ينيسي. تبعد المدينة عن موسكو أكثر من 4200 كم. ومساحتها حوالي 113 كيلومترا مربعا ونفوسها حوالي 170 الف نسمة. وهي مركز صناعي وثقافي وتعليمي ومحور لسكك الحديد والنقل البري للجمهورية.

## تاريخ
يتزامن تاريخ بناء المدينة مع بناء حصن أباكانسك عام 1675 بالقرب من مصب نهر أباكان في نهر ينيسي. كان بناء الحصن نقطة بداية عمليات التنقيب عن مكامن الذهب ومن ثم استخراجه. عام 1780 توسع الحصن وأصبح بلدة باسم اوست - أباكانسكويه ومنذ عام 1931 منحت صفة مدينة وأصبح اسمها أباكان.
تطورت المدينة كثيرا خلال الفترة بين أعوام 1835 – 1880 بعد اكتشاف مكامن غنية بالذهب والمباشرة باستخراجه. كان هذا حافزا لقدوم ألاف من الايدي العاملة إلى المدينة حيث بلغت كمية الذهب المستخرج سنويا أكثر من 20 طنا. حيث أدى هذا إلى تطور في مجال الزراعة والصناعات الغذائية.
جاءت القفزة الثانية لاقتصاد المدينة بنهاية القرن الـ 19 وبداية القرن العشرين حيث أنجز العمل بخط سيبيريا لسكك الحديد عام 1916. فتطورت التجارة وتوسعت المدينة وتقرر ربطها مباشرة بخط سكك حديد سيبيريا. لقد تطورت صناعة التعدين كثيرا في المنطقة وازداد حجم الفحم الحجري والخامات المعدنية الأخرى المستخرجة سنويا مما تطلب بناء مصنع للميتالورجيا. في عام 1910 أسس مصنع لمعالجة خامات الاسبست واخر لمعالجة خام النحاس وافتتحت فروع لمصارف اجنبية وروسية.
بعد ثورة أكتوبر افتتحت في المدينة مؤسسات تعليمية وصحية وصناعية جديدة. وفي عشرينات القرن الماضي ظهرت في المدينة مبان من طابقين وافتتح معهد التربية ومتحف المدينة. في عام 1933 تم تجفيف بحيرة «كريفويه» وتحويلها إلى متنزه عام «متنزه أرلونك».
أجلي إلى المدينة خلال الحرب الوطنية العظمى (1941 – 1945) عدد من المصانع والمعامل. وبعد أنتهاء الحرب أنشئت مصانع جديدة أخرى وأثر إنشاء مصانع المباني الجاهزة تأثيرا كبيرا في سرعة توسع المدينة.
بعد تفكك الاتحاد السوفيتي أصبحت مدينة اباكان عاصمة لجمهورية خقاسيا التي انفصلت من إقليم كراسنويارسك.
مدينة أباكان اليوم مركز تعليمي وثقافي وصناعي لجمهورية خقاسيا. حيث تتمركز فيها جامعة خقاسيا الحكومية ومعهد خقاسيا التكنولوجي العالي وفروع لجامعات أخرى. إضافة إلى عدد من المعاهد المهنية المتوسطة والمدارس العامة.

## ثقافة
كما يعمل في المدينة متحف تاريخ المنطقة وقاعة اللوحات الفنية ومركز المدينة الثقافي وفيلهارمونيا. هناك أيضا مسرحان هما المسرح الروسي للدراما والمسرح الوطني للدراما وأيضا المسرح الوطني للدمى ومسرح اخر للصغار.

## اقتصاد
ومن المؤسسات الصناعية الكبيرة في المدينة مصنع عربات القطار والمصنع الميكانيكي التجريبي ومصانع المواد الغذائية ومصنع الأجهزة والمعدات الكهربائية وغيرها.

## المعالم الأثرية والمعمارية
ومن المعالم الأثرية والمعمارية في المدينة كاتدرائية القديس نيقولاي وكاتدرائية التجلي ونسخة مطابقة لبرج ايفيل الفرنسي وحديقة الفنون وحديقة البحوث النباتية وحديقة الحيوان. وتتميز المدينة بعدد الحدائق العامة المنتشرة في معظم احياء المدينة. ومن المعالم التاريخية بلدة اوست- أباكانسكوية ومبنى أول مدرسة.